# Lutzomyia sinuosa
Lutzomyia sinuosa är en tvåvingeart som beskrevs av Young D. G., Duncan M. A. 1994. Lutzomyia sinuosa ingår i släktet Lutzomyia och familjen fjärilsmyggor.
Artens utbredningsområde är Peru. Inga underarter finns listade i Catalogue of Life.